# 施泰因 (石勒苏益格-荷尔斯泰因州)
施泰因是德国石勒苏益格－荷尔斯泰因州的一个市镇。总面积3.81平方公里，总人口816人，其中男性398人，女性418人（2011年12月31日），人口密度214人/平方公里。